# Juarez (película)
Juárez es una película dramática histórica estadounidense de 1939 dirigida por William Dieterle. El guion de Aeneas MacKenzie, John Huston y Wolfgang Reinhardt se basa en la biografía de 1934 The Phantom Crown de Bertita Harding y en la obra de 1925 Juarez and Maximilian de Franz Werfel.

## Argumento
La película se centra en el conflicto entre Maximiliano I (Brian Aherne), un archiduque austríaco que es instalado como gobernante de México por el francés Napoleón III (Claude Rains), y Benito Juárez (Paul Muni), el presidente del país respaldado por Estados Unidos.
En 1863, Napoleón III de Francia, temeroso de perder México ante Juárez, elude la Doctrina Monroe al instituir un gobierno soberano y controlar una elección que coloca a Maximiliano de Habsburgo en el trono mexicano.
A su llegada al país con su esposa Carlota (Bette Davis), Maximiliano se da cuenta de que se espera que establezca la supremacía francesa confiscando tierras que Juárez había devuelto a los nativos y castigando a los rebeldes bajo su mando. Maximiliano decide abdicar de su trono, pero Carlota lo disuade.
Maximiliano le ofrece a Juárez el cargo de primer ministro, pero la negativa de Juárez a comprometer el autogobierno democrático del pueblo mexicano crea una brecha infranqueable entre los dos. Cuando la guerra civil estadounidense llega a su fin, Estados Unidos advierte a Napoleón que tiene la intención de hacer cumplir la Doctrina Monroe por la fuerza militar si es necesario, enviando armas en apoyo del ejército de Juárez. Sus esfuerzos son frustrados por el vicepresidente Alejandro Uradi (Joseph Calleia), quien se apodera de las municiones estadounidenses y, por lo tanto, prácticamente garantiza la victoria de Maximiliano. Sin embargo, Napoleón ordena a todas las tropas francesas que evacuen México, dejando a Maximiliano sin ejército.
Enojada por este movimiento, Carlota regresa a París para apelar a Napoleón, pero sufre un colapso mental. Juárez y sus rebeldes capturan a Maximiliano y sus hombres. Aunque se hacen arreglos para liberarlo, él insiste en permanecer con sus seguidores. Juzgados y declarados culpables, son condenados a muerte por un pelotón de fusilamiento.

## Elenco
- Paul Muni como Benito Juárez
- Bette Davis como Carlota de México
- Brian Aherne como Maximiliano I de México
- John Garfield como Porfirio Díaz
- Claude Rains como Napoleón III
- Donald Crisp como el general mariscal Achille Bazaine
- Joseph Calleia como Alejandro Uradi
- Gale Sondergaard como la emperatriz Eugenia
- Gilbert Roland como el coronel Miguel López
- Henry O'Neill como el general Miguel Miramón
- William Wilkerson como el general Tomás Mejía
- Harry Davenport como el Dr. Samuel Basch
- Louis Calhern como Le Marc
- Walter Kingsford como el príncipe von Metternich
- Irving Pichel como el general Carbajal
- Montagu Love como José de Montares
- John Miljan como Mariano Escobedo
- Hugh Sothern como John Bigelow
- Mickey Kuhn como Agustín de Iturbide y Green
- Holmes Herbert como el mariscal Randon (sin acreditar)
- Frank Reicher como Carlos de Morny (sin acreditar)

## Producción
En 1935, el productor Hal B. Wallis había propuesto una película sobre Maximiliano y Juárez al director Max Reinhardt. En ese momento, estaba interesado en elegir a Luther Adler como presidente de México. En 1937, Wallis y Jack L. Warner, en un esfuerzo por disuadir a otros estudios de embarcarse en un proyecto similar, compraron los derechos de pantalla tanto de la novela The Phantom Crown de Bertita Harding como de la obra Juarez and Maximilian de Franz Werfel, y el 30 de septiembre, Aeneas MacKenzie comenzó a escribir un primer borrador bajo la supervisión del productor asociado Henry Blanke. Según Blanke, "Nuestro problema desde el principio al preparar esta historia para la pantalla no fue de ninguna manera pasar por alto los hechos, sino más bien ceñirnos a la línea exacta". Para asegurarse de que la película fuera lo más precisa posible, el jefe de investigación de Warner, Herman Lissauer, adquirió trescientos libros sobre el tema y se contrató a dos historiadores para ayudar con los cambios en el guion. Debido a que Wallis había decidido contratar a Paul Muni, entonces uno de los actores contratados más prestigiosos del estudio, como Juárez, MacKenzie recibió instrucciones de hacer que el papel fuera el más dominante de la película. Su guion inicial era lo suficientemente largo para dos películas, y John Huston y Wolfgang Reinhardt fueron llamados para ayudar a editarlo. Abem Finkel, quien había contribuido a los guiones de Marked Woman y Jezabel, trabajó en el diálogo pero no recibió crédito en pantalla por sus esfuerzos.
En agosto de 1938, Wallis, Blanke, el director William Dieterle y Muni viajaron a México, se detuvieron en 15 pueblos pequeños y luego visitaron el Museo Nacional en la Ciudad de México, donde se guardan los documentos personales de Juárez. También lograron dar con un hombre de 116 años que se había peleado con Juárez y Porfirio Díaz, y Muni lo interrogó extensamente sobre los gestos y formas de hablar del presidente. Trabajó con el maquillador Perc Westmore para transformar su rostro para parecerse a Juárez cambiando su estructura ósea y tono de piel, un proceso que tomó tres horas cada día. A pesar de que el actor se parecía mucho a su personaje, el director del estudio, Jack L. Warner, no estaba contento con los resultados y se quejó: "¿Quieres decir que le estamos pagando a Muni todo este dinero y ni siquiera podemos reconocerlo?". Sin embargo, la audiencia del estreno en la Ciudad de México se quedó sin aliento audiblemente al ver a Muni como Juárez, el parecido era tan notable.
El 12 de octubre de 1938, a Bette Davis se le ofreció el papel de Carlota mientras filmaba Dark Victory. Aunque el papel era pequeño, agradeció la oportunidad de interpretar a un personaje histórico, especialmente uno que enloquecería durante un dramático enfrentamiento con Napoleón III. Perc Westmore le pidió que se sometiera a pruebas de maquillaje y Orry-Kelly a pruebas de vestuario, pero se negó a hacerlo mientras seguía trabajando en otro personaje. Se presentó en el set el 13 de diciembre, dos semanas después de que comenzara la fotografía principal y una semana después de que se le concediera el divorcio de su esposo Harmon Nelson, pero anunció que no estaba preparada para filmar su primera escena y se fue a casa. La filmación se suspendió durante varios días y, cuando Davis regresó al estudio, estaba inquieta y distraída. En Navidad estuvo al borde de un ataque de nervios. Poco después de las vacaciones, le diagnosticaron un caso grave de pleuritis y, como resultado, con frecuencia permanecía en cama hasta las 3:00 p. m. y finalmente se presentaba a trabajar al final de la tarde con fiebre alta. El rodaje de la escena en la que Carlota se enfrenta a Napoleón III se pospuso dos días hasta que se sintió lo suficientemente bien como para intentarlo.
John Garfield fue elegido como Porfirio Díaz a pedido de Paul Muni, quien apareció con Garfield en la obra de Broadway de 1932 Counselor at Law. Garfield era relativamente desconocido en Hollywood en ese momento, pero cuando comenzó la filmación había recibido elogios de la crítica por su actuación en Four Daughters. Los ejecutivos del estudio cuestionaron que interpretara un papel relativamente menor en Juárez, pero el actor estaba ansioso por aparecer en él, por lo que permaneció en el elenco y su atractivo de taquilla logró vencer a su fuerte acento del Bronx. Las críticas de Garfield fueron uniformemente malas y Díaz resultó ser el único papel de época que interpretó en su carrera.
La película épica contó con 1.186 actores secundarios actuando en 54 escenarios diseñados por el director de arte Anton Grot y su asistente Leo Kuter. El más grande fue una réplica de 11 acres de México construida en un rancho en Calabasas, California. Detrás del salón del trono y las habitaciones de Maximiliano había un telón de fondo de la Ciudad de México de 250 pies de largo y 50 pies de alto, con el Popocatépetl en la distancia.
Erich Wolfgang Korngold investigó la música popular en México durante el período y descubrió que era "sin lugar a dudas vienesa". Compuso 3.000 compases de música para la partitura, a veces emulando los ritmos de Frédéric Chopin y Franz Schubert, y el segundo tema del primer movimiento de su concierto para violín se extrajo de su trabajo para la película.
La reacción de la audiencia al primer adelanto fue tan negativa que se volvió a editar la película, transponiendo escenas enteras. Se filmó un nuevo final diseñado para suavizar la interpretación de Muni de Juárez, aunque la escena, en la que Juárez visita la catedral donde Maximiliano yace en el estado y le pide perdón, de hecho no tiene base.
La película se estrenó en la ciudad de Nueva York el 24 de abril de 1939 y se estrenó el 4 de junio.

## Recepción de la crítica
Tras su lanzamiento inicial, Frank S. Nugent de The New York Times observó: "Ideológicamente, la nueva película de Warner es impecable. Lo que tiene que decir sobre el conflicto entre imperialista, déspota benévolo y demócrata ha sido expresado con lógica y elocuencia, con razonable fidelidad al hecho histórico... Pero la aprobación del propósito y el mensaje de una película no puede cegarnos por completo a algunas de las debilidades de su estructura. Juárez no se ha ensamblado sin problemas. Su personaje central ha sido desenfocado por uno menor. Se ha prestado demasiada y muy poca atención a las personas subordinadas en el drama. William Dieterle, que normalmente dirige tan bien, ha sido culpable en este caso de una cámara sorprendentemente estática, de técnica escénica más que cinematográfica. La película dura algo más de dos horas, lo que debería haber sido suficiente para equilibrar su presupuesto y su trama. Sin embargo, está fuera de balance, en carácter y en narrativa. Posiblemente la falla esté en su edición, aunque eso no lo explicaría todo”. Continuó: "La imagen parece disolverse durante mucho tiempo de una cámara de consejo a otra, rota sin sentido por una pomposa ceremonia de adopción real... y dramáticamente por la loca escena de Carlota y la audaz demostración de traidor de Juárez. En los dos últimos mencionados, la imagen entra brillantemente en el verdadero medio de expresión del cine, fusiona la imaginería con la elocuencia y vitaliza su pantalla. Pero la viveza misma de estas secuencias acentúa el estatismo de muchas de las otras, un estatismo pictórico, nos apresuramos a agregar, porque la calidad de la escritura es espléndida, la medida de la interpretación es alta, el concepto admirable". Concluyó que "Juárez, con todas sus fallas, aún debe ser calificada como una película distinguida, memorable y socialmente valiosa".
En años posteriores, Time Out London declaró: "Solo Bette Davis y Gale Sondergaard tienen fuego en este drama de época de Warner Bros", mientras que Channel 4 señaló: "A pesar de los adornos, hay muy poca sustancia en esta aventura demasiado cocinada".

## Premios y nominaciones
Brian Aherne fue nominado al premio Oscar al mejor actor de reparto, y Tony Gaudio fue nominado al premio Oscar a la mejor fotografía en blanco y negro.